# Bagous longitarsis
Bagous longitarsis är en skalbaggsart som beskrevs av Thomson 1868. Bagous longitarsis ingår i släktet Bagous, och familjen vivlar. Arten är reproducerande i Sverige.